# Ignatius van Logteren
Ignatius van Logteren (Amsterdam, 7 juni 1685 - 1 november 1732) was een Nederlandse beeldhouwer en architect.

## Biografie
Ignatius leerde tekenen van zijn vader, de schilder Jan van Logteren (overleden 1720). Ignatius kreeg zijn beeldhouwopleiding van Anthonie Turck en Johannes Blommendael en werd belangrijk beïnvloed door Daniel Marot.
Op 25 januari 1709 ging Ignatius in ondertrouw met Hendrica Turck (Deventer 1683 - begraven Amsterdam 12 juni 1751 in de Nieuwezijds kapel). Zij was een zuster van beeldhouwer Anthonie Turck. Ignatius en Hendrica woonden op de Prinsengracht tegenover het Amstelveld. Op 8 maart 1709 werd hun zoon Jan geboren, die op 9 maart werd gedoopt in de franciscaner kerk Het Boompje.

## Werk als kunstenaar
Ignatius nam hoogstwaarschijnlijk het beeldhouwersatelier aan de Prinsengracht over van Johannes Blommendael (1636-1707), die in 1702/3 vanuit Den Haag, waar hij veel voor Daniel Marot werkte, naar Amsterdam kwam. Ook Marot kwam naar Amsterdam en Ignatius heeft in zijn eerste jaren als kunstenaar veel met Marot samengewerkt.

### Beeldhouwwerk
Het eerste, op 1710 gedateerde en met IVL gesigneerde werk van Ignatius bestaat uit twee terracotta putti, Azië en Europa voorstellend, in het Amsterdams Historisch Museum. In 1712 schiep hij een groep van acht meer dan levensgrote zandstenen tuinbeelden voor de buitenplaats Boom en Bosch in Breukelen. Daarvan resteren in het Singelplantsoen te Arnhem op hun originele sokkels Juno, Proserpina, Venus, Pluto, Neptunus en een bacchante. De beelden van Jupiter en een faun hebben de Slag om Arnhem in 1944 niet overleefd.
Zijn volgende, op 1714 gedateerde en I.van Logteren gesigneerde werk is de omvangrijke fontein van het verdwenen buiten Driemond onder Weesp, die al in de 18e eeuw werd opgesteld voor het huis Frankendael aan de Middenweg in Amsterdam. De fontein symboliseert de naam van het buiten: een liggende vrouwenfiguur representeert het Gein, een stroomgod met urn de Gaasp en een putto - Arion op de dolfijn - het Smal Weesp.
In 1720 maakte hij het tuinbeeld Neptunus voor de overtuin van de woning van familie Van Vliet - later Bisdom van Vliet - in Haastrecht. Het beeld bestaat nog steeds, maar de drietand is in de loop der jaren verloren gegaan. Ook voor de overtuin van Lyndensteyn in Beetsterzwaag maakte hij een soortgelijk beeld van Neptunus. Twee beelden met Atalante en Meleager vervaardigde hij rond 1730 en zijn geplaatst bij Vechtvliet in Breukelen.

### Stucwerk
Zijn eerste gedocumenteerde figuratieve stucwerk is te vinden op de buitenplaats Beeckestijn in Velsen, dat dateert uit 1717/18. Twee levensgrote vrouwenfiguren, Luxuria en haar tegenhanger Temperantia, sieren de wanden van de hal. Flora, begeleid door twee putti met bloemenmanden, heerst aan het plafond over het buitenleven en Apollo vertegenwoordigt de cultuur met zijn lier en twee putti met instrumenten op het plafond van de gang naar de tuin. In verscheidene panden aan de Herengracht, onder andere de nummers 436, 437, 448, alsmede Keizersgracht 71 in Amsterdam, is nog stucwerk van Ignatius aanwezig. Een marmeren bacchus putto en een marmeren bovenhaardstuk - Venus en Adonis in reliëf, drie tuinbeelden - Flora/lente,  Ceres/zomer, bacchante/herfst, een geveltop met twee weesjongens in de gevel van de Druckeruitbouw en een tuinpaviljoen van Keizersgracht 585 van hem zijn in bezit van het Rijksmuseum.

### Gevelarchitectuur

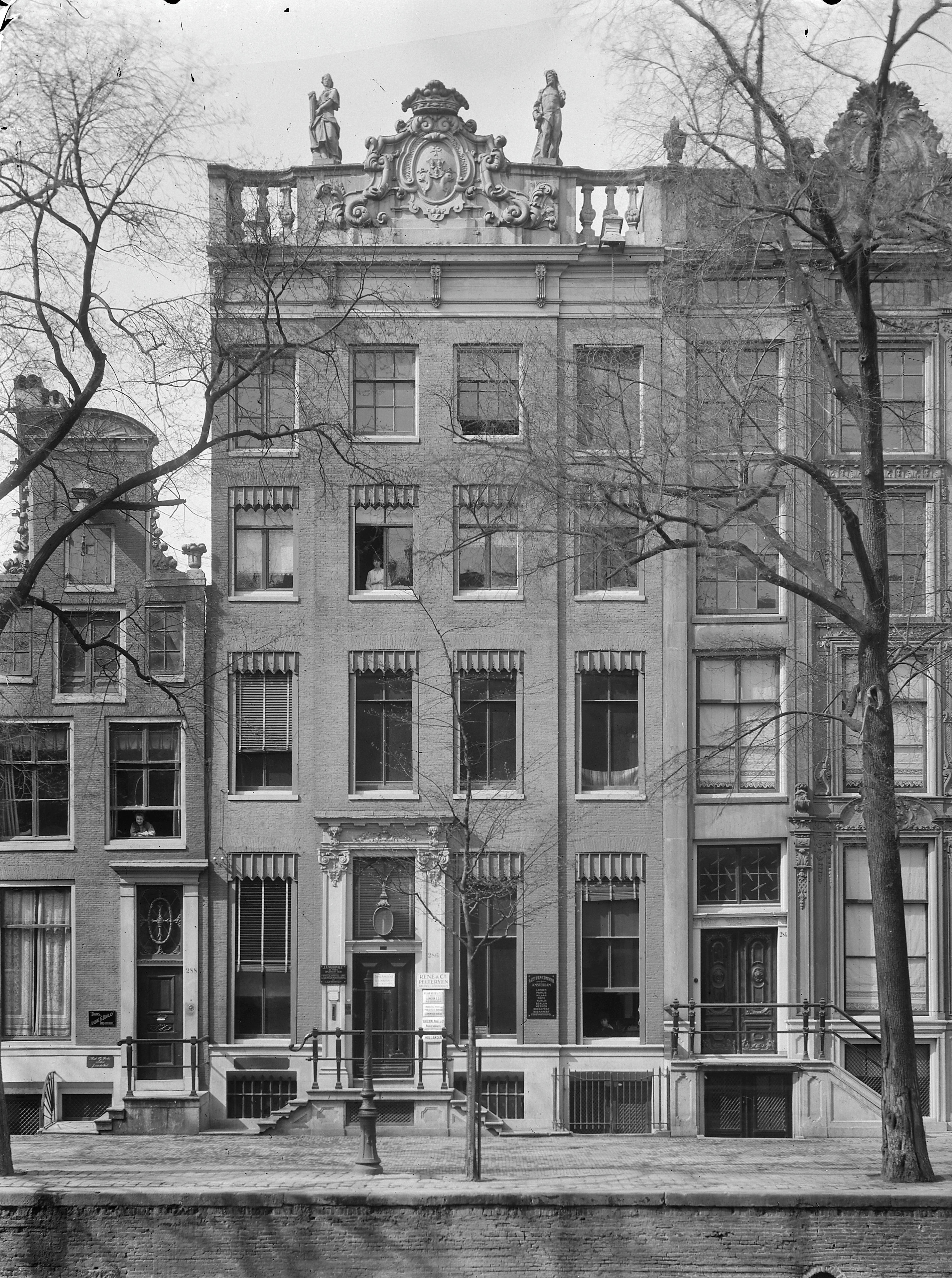
Gevelbekroning door Ignatius op het nu gesloopte Herengracht 286

Zijn werk als architect is onder andere te bewonderen aan Herengracht 539 waarvoor hij ook de geveldecoratie maakte; zijn twee stucwerkbeelden in de traphal daar, een Venus en een Minerva, hebben het niet overleefd, wel zijn gesneden en typerend alternerende houten trapbalusters. Ook voor Herengracht 520, Amstel 218, het buiten Oostermeer aan de Amstel en Kruisstraat 45 in Haarlem ontwierp Ignatius de gevels met kenmerkende ingangspartij en maakte hij de decoratie daarvan. Zijn zoon Jan maakte het stucwerk in die panden. Een bijzonder ontwerp van zijn hand is het Cromhouthof op het binnenterrein tussen Herengracht 364-368 en Keizersgracht 365-373, dus achter het Bijbels Museum. De achtergevels van de Herengrachtpanden werden getooid met grote wapenstenen en de achtergevels van de Keizersgrachthuizen werden van colonnades en koepelvormige erkers voorzien. De plafonds van de beide tuinkamers van het museum zijn door Ignatius met figuratief stucwerk versierd: Bacchus en Ceres in de eetkamer en een slapende Venus met Amor met papaverbollen in het slaapvertrek. Ignatius beeldhouwde ook de attiek (lijstgevel-bekroning) voor diverse grachtenpanden te Amsterdam, waaronder die voor Herengracht 286, waarvan de gevel niet meer bestaat maar waarvan de attiek bewaard is gebleven en in de achtertuin staat opgesteld.

## Publieke collecties
Werk van Ignatius van Logteren is te vinden in openbare collecties van onder andere:
- Museum de Fundatie in Zwolle[1]

## Afbeeldingen

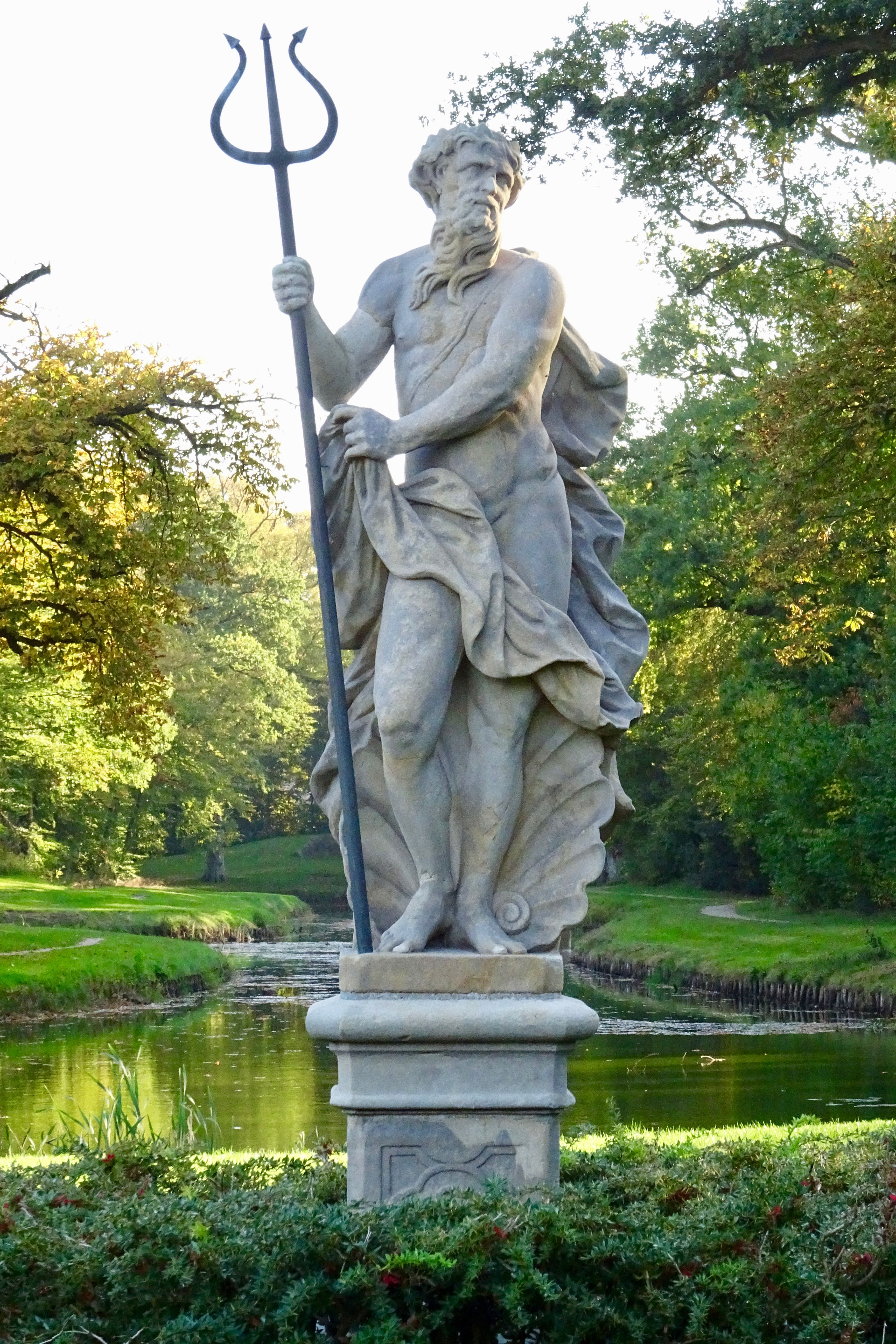
Neptunus (ca. 1720), Lyndensteyn, Beetsterzwaag
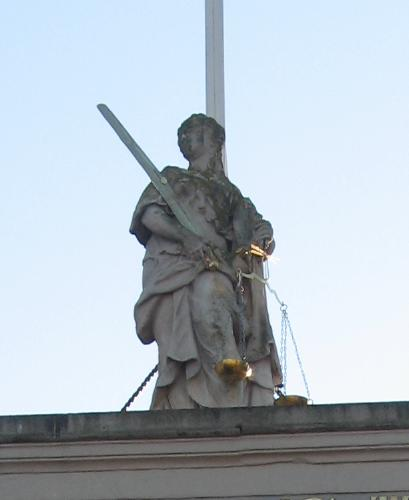
Vrouwe Justitia (1722), stadhuis in Wageningen
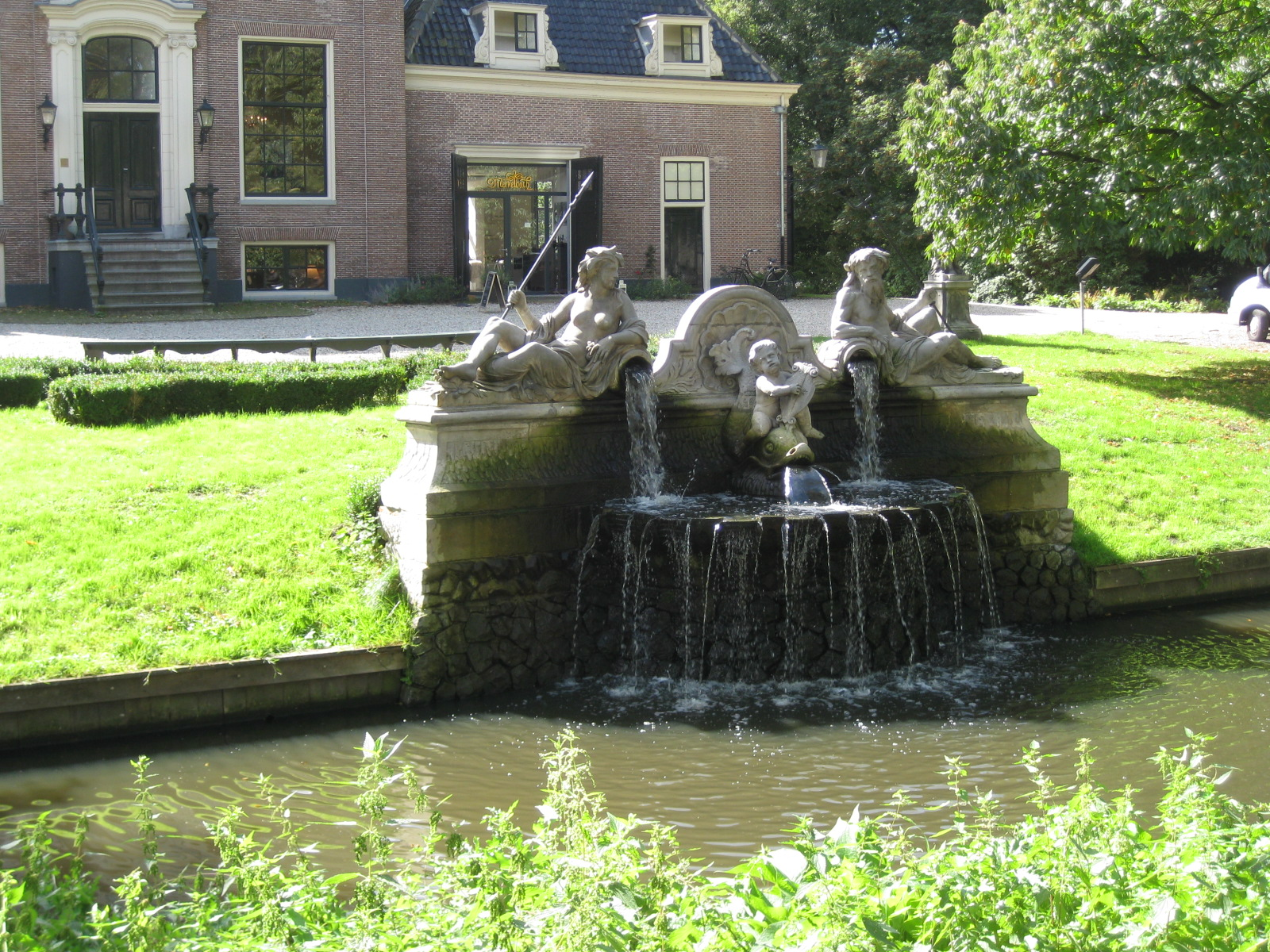
De fontein (1714) voor het huis Frankendael in Amsterdam
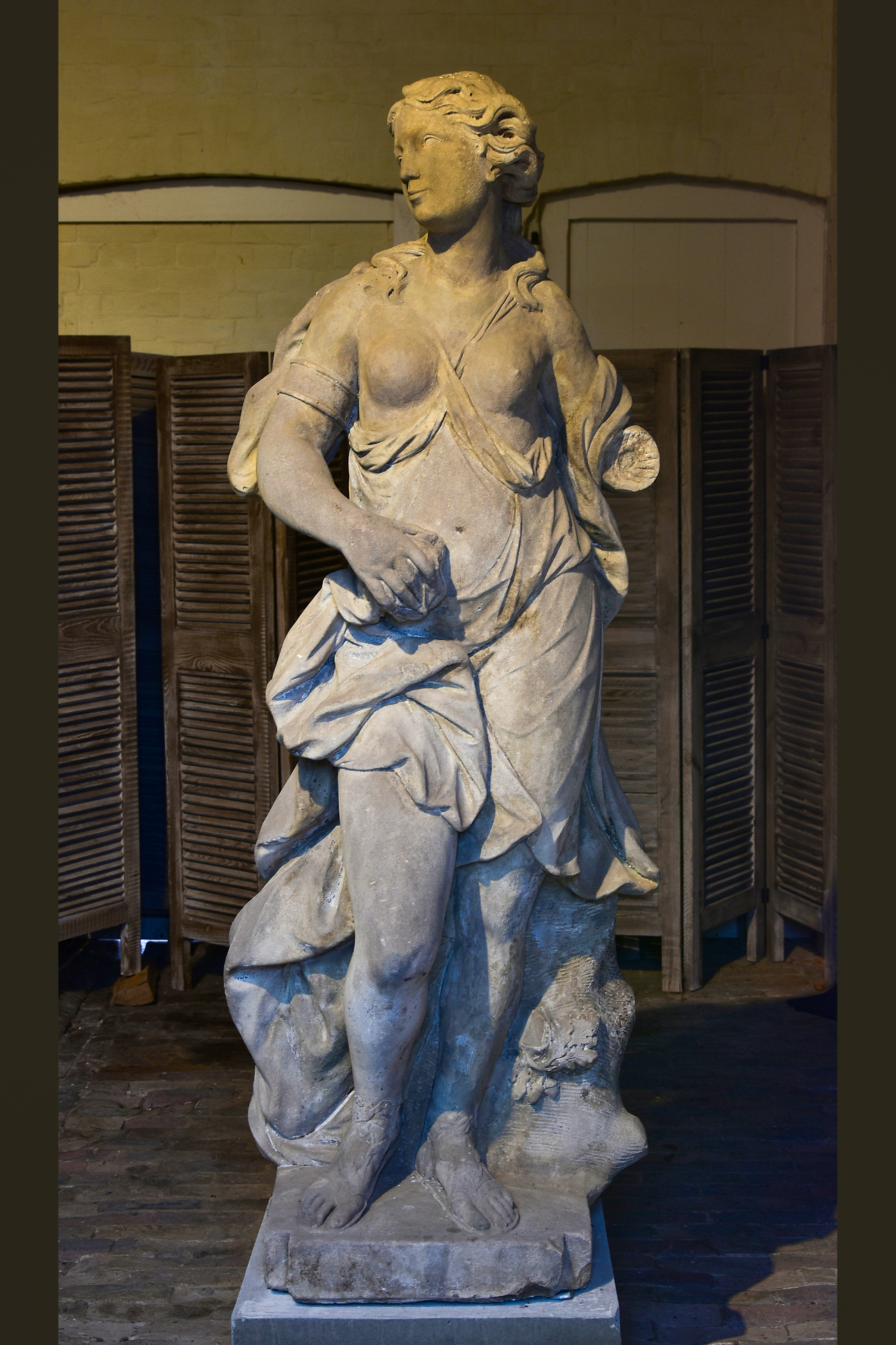
Atalanta - kasteel van Loppem

- Biografisch Portaal: 02870754
- Gemeinsame Normdatei: 130897361
- International Standard Name Identifier: 0000 0000 6687 9565
- Library of Congress Control Number: nr2006000867
- Nederlandse Thesaurus van Auteursnamen: 290804868
- RKD-Nederlands Instituut voor Kunstgeschiedenis: 92064
- Système universitaire de documentation: 108885399
- Union List of Artist Names: 500112015
- Virtual International Authority File: 55264547
- WorldCat: E39PBJckVMKkrfVDcHpGgpj6Kd